# Mistrzostwa Świata FIBT 1937
Mistrzostwa Świata FIBT 1937 odbyły się w dniu 1 lutego 1937 w szwajcarskiej miejscowości Sankt Moritz, gdzie rozegrano konkurencję męskich czwórek i we włoskim Cortina d’Ampezzo, gdzie rozegrano konkurencję dwójek bobslejowych.

## Dwójki
- Data: 1 lutego 1937

| Miejsce | Narodowość      | Zawodnik                            | czas |
| ------- | --------------- | ----------------------------------- | ---- |
| 1       | Wielka Brytania | Frederick McEvoy Byran Black        | –    |
| 2       | Włochy          | Guido Gillarduzzi Sisto Gillarduzzi | –    |
| 3       | Szwajcaria      | Reto Capadrutt Hans Aichele         | –    |

## Czwórki
- Data: 1 lutego 1937

| Miejsce | Narodowość        | Zawodnik                                                | czas |
| ------- | ----------------- | ------------------------------------------------------- | ---- |
| 1       | Wielka Brytania   | Frederick McEvoy David Looker Charles Green Byran Black | –    |
| 2       | III Rzesza        | Bibo Fischer Lohfeld H. Fischer Rolf Thielecke          | –    |
| 3       | Stany Zjednoczone | Donald Fox Clifford Gray William Dupree James Bickford  | –    |

## Tabela medalowa
| Miejsce | Państwo           |   |   |   | Razem |
| ------- | ----------------- | - | - | - | ----- |
| 1.      | Wielka Brytania   | 2 | 0 | 0 | 2     |
| 2.      | III Rzesza        | 0 | 1 | 0 | 1     |
|         | Włochy            | 0 | 1 | 0 | 1     |
| 3.      | Szwajcaria        | 0 | 0 | 1 | 1     |
|         | Stany Zjednoczone | 0 | 0 | 1 | 1     |